# Lampre-ISD/2012
Deze pagina geeft een overzicht van de Lampre-ISD wielerploeg in  2012. Het team is dit seizoen een van de 18 teams die het recht hebben, maar ook de plicht, deel te nemen aan alle wedstrijden van de UCI World Tour.

## Algemeen
Sponsor: Lampre, ISD
Algemeen manager: Giuseppe Saronni
Teammanagers: Roberto Damiani, Fabrizio Bontempi, Orlando Maini, Sandro Lerici, Maurizio Piovani, Bohdan Bondarjev, Bruno Vicino
Fietsmerk: Wilier Triestina
Materiaal en banden: Campagnolo, Vittoria
Kleding: Nalini
Budget: 7,5 miljoen euro
Kopmannen: Damiano Cunego, Alessandro Petacchi, Michele Scarponi

## Renners
| Naam                   | Geboortedatum | Nationaliteit | Ploeg 2011                                           |
| ---------------------- | ------------- | ------------- | ---------------------------------------------------- |
| Winner Anacona Gomez   | 11-08-1988    | Colombia      | geen                                                 |
| Leonardo Bertagnolli*  | 08-01-1978    | Italië        |                                                      |
| Grega Bole             | 13-08-1985    | Slovenië      |                                                      |
| Matteo Bono            | 11-11-1983    | Italië        |                                                      |
| Vitali Boets           | 24-10-1986    | Oekraïne      |                                                      |
| Davide Cimolai         | 13-08-1989    | Italië        | Liquigas                                             |
| Damiano Cunego         | 19-09-1982    | Italië        |                                                      |
| Massimo Graziato       | 25-09-1988    | Italië        | geen                                                 |
| Danilo Hondo           | 04-01-1974    | Duitsland     |                                                      |
| Denys Kostjoek         | 13-03-1984    | Oekraïne      |                                                      |
| Dmitry Krivtsov        | 03-04-1985    | Frankrijk     |                                                      |
| Joeri Krivtsov         | 07-02-1979    | Frankrijk     | AG2R-La Mondiale                                     |
| Oleksandr Kvatsjoek    | 23-07-1983    | Oekraïne      |                                                      |
| Matthew Lloyd          | 24-05-1983    | Australië     | geen sinds 14/04/11, daarvoor bij Omega Pharma-Lotto |
| Adriano Malori         | 28-01-1988    | Italië        |                                                      |
| Marco Marzano          | 10-06-1980    | Italië        |                                                      |
| Manuele Mori           | 09-08-1980    | Italië        |                                                      |
| Przemysław Niemiec     | 11-04-1980    | Polen         |                                                      |
| Alessandro Petacchi    | 03-01-1974    | Italië        |                                                      |
| Daniele Pietropolli    | 11-07-1980    | Italië        |                                                      |
| Morris Possoni         | 01-07-1984    | Italië        | Team Sky                                             |
| Daniele Righi          | 28-03-1976    | Italië        |                                                      |
| Michele Scarponi       | 25-09-1979    | Italië        |                                                      |
| Oleksandr Sheydyk      | 13-09-1980    | Oekraïne      | ISD-Lampre Continental                               |
| Alessandro Spezialetti | 14-01-1975    | Italië        |                                                      |
| Simone Stortoni        | 07-07-1985    | Italië        | Colnago-CSF Inox                                     |
| Diego Ulissi           | 15-07-1989    | Italië        |                                                      |
| Davide Viganò          | 12-06-1984    | Italië        | Team Leopard-Trek                                    |

* Tot 24 juni, werd op 27 juni betrapt op dopinggebruik.

## Belangrijke overwinningen
| Internationale Wielerweek 3e etappe: Diego Ulissi 4e etappe: Diego Ulissi Ronde van Trentino 2e etappe: Damiano Cunego Ronde van Italië Ploegenklassement: Michele Scarponi, Damiano Cunego, Diego Ulissi, Matteo Bono, Adriano Malori, Przemysław Niemiec, Daniele Pietropolli, Daniele Righi en Alessandro Spezialetti Ronde van Beieren 1e etappe: Alessandro Petacchi 3e etappe: Alessandro Petacchi 5e etappe: Alessandro Petacchi GP Industria e Commercio Artigianato Carnaghese Diego Ulissi |

Mannen:1991 · 1992 · 1993 · 1994 · 1995 · 1996 · 1997-1998 · 1999 · 2000 · 2001 · 2002 · 2003 · 2004 · 2005 · 2006 · 2007 · 2008 · 2009 · 2010 · 2011 · 2012 · 2013 · 2014 · 2015 · 2016 · 2017 · 2018 · 2019 · 2020 · 2021 · 2022 · 2023 · 2024 · 2025
Vrouwen:2022 · 2023 · 2024 · 2025
AG2R-La Mondiale · Astana · BMC Racing Team · Euskaltel-Euskadi · FDJ-Big Mat · Team Garmin-Sharp-Barracuda · Katjoesja · Lampre-ISD · Liquigas-Cannondale · Lotto-Belisol · Team Movistar · Omega Pharma-Quick Step · Orica-GreenEdge · Rabobank · RadioShack-Nissan-Trek · Saxo Bank-Tinkoff Bank · Sky ProCycling · Vacansoleil-DCM